# オリオン通り

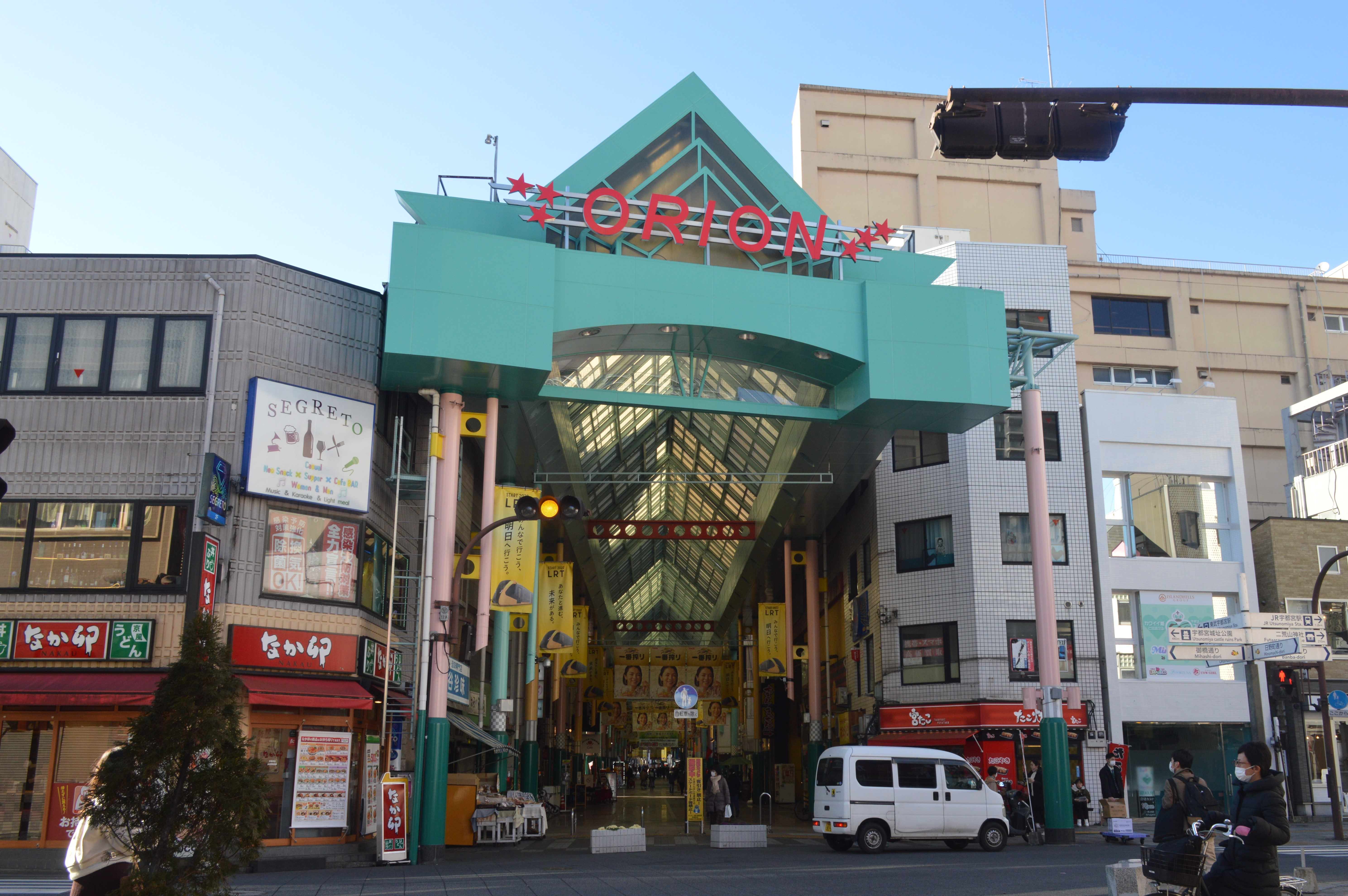
東端部（バンバ通りとの交差点）

オリオン通り（オリオンどおり）は、栃木県宇都宮市にあるアーケード商店街。
栃木県最大の繁華街とされる。1948年（昭和23年）12月に設立され、当時は一条町、江野町、曲師町の3つの町にまたがっていたことから、3つの星が並ぶオリオン座にちなんで命名された。
ここでは、オリオン通りのさらに西に伸びる商店街ユニオン通りや、オリオン通りの裏手にある商店街・親水公園釜川プロムナードについても記述する。 

## オリオン通り

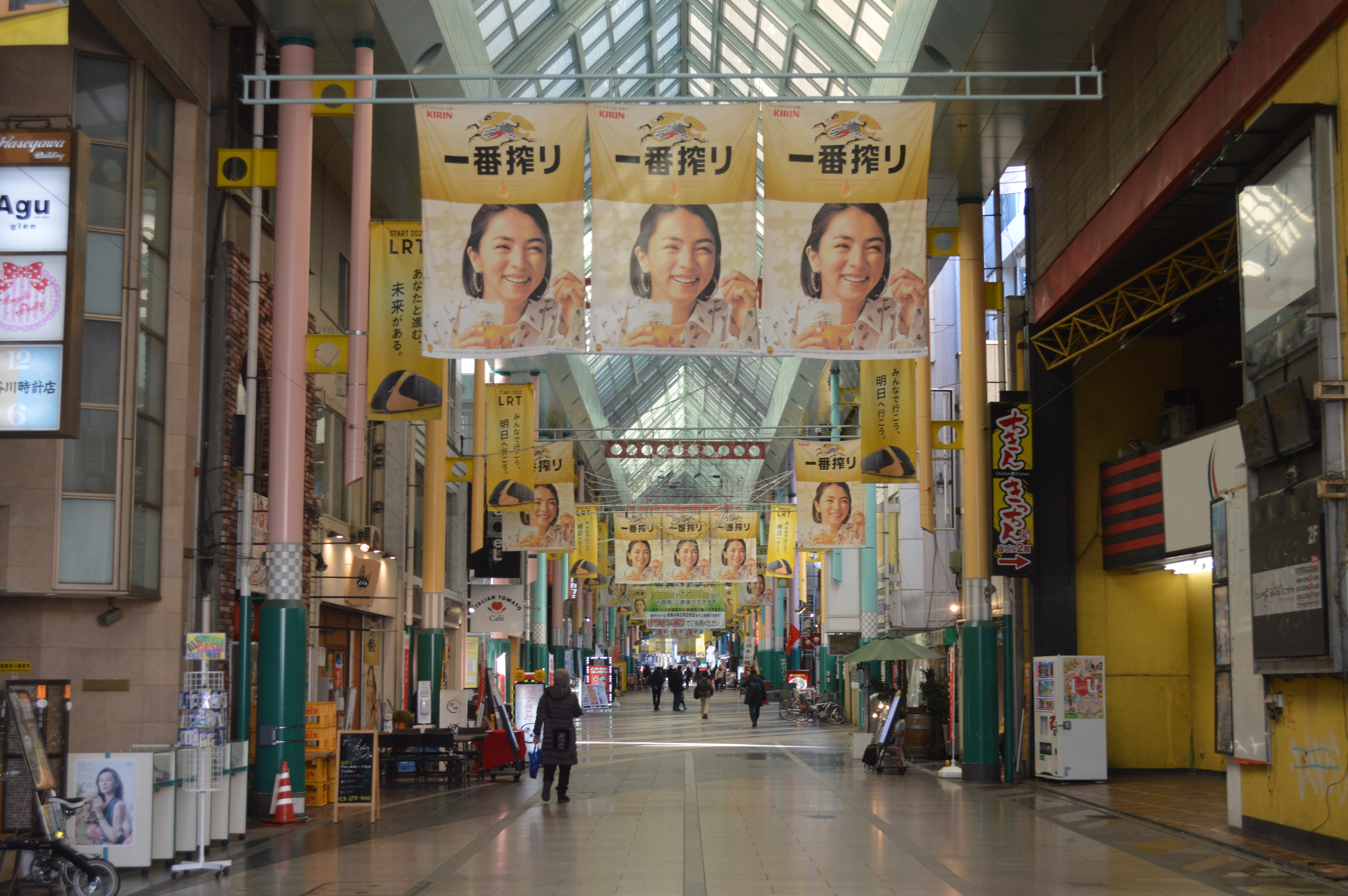
アーケード内

東武宇都宮駅から東側（JR宇都宮駅方面）、宇都宮二荒山神社前のバンバ通りに向かって約500mのうち、西側の280mは宇都宮オリオン通り商店街振興組合に属しアーケードは1967年〔昭和42年〕設置、1990年（平成2年）に現在の半透明のドーム形状で開閉可能な構造に建て替え、釜川より東側の220mはオリオン通り曲師町商業組合（1972年（昭和47年）12月2日設立登記）に属しており、アーケードは1973年（昭和48年）までに初代の三角屋根を設置し、1995年（平成7年）に現行の開閉可能な三角屋根に建て替えた。2019年度に改修工事を実施している。3階までテナント入居に対応し三角屋根の最も高いところは高さ16mである。アーケードは、火災警報器作動時には排煙のため開放する他、新型コロナウイルス感染症 (2019年)感染拡大防止のためイベント開催時に換気のために開放されたこともある。
その業種はカフェ、飲食店、食料品店、衣料品店、レコード店、宝飾品店、薬局、映画館など多岐にわたる。さらにアーケードの東の端にはMEGAドン・キホーテ、西の端には東武宇都宮駅直結の東武宇都宮百貨店が位置しており、地域の集客力を支えている。並行する大通り沿いには「池上町商店街」と「馬場町通り商店街」が形成され、大通りとオリオン通り間の界隈には「東武馬車道通り商店街」「二荒通り商店街」「鉄砲町商店会」「馬場南通り商店会」「宇都宮中央通り商店会」が、周辺には「バンバ通り商店街」「日野町商店街」「みはし通り商店会」など多くの商店街群があり、栃木県内で最大の繁華街を形成している。宮っ子はこの界隈を「マチ（街）」と呼ぶ。この東武宇都宮駅周辺の商店街群を合わせた繁華街全体をオリオン通りと呼ぶ場合もある。
土日祝日・連休には県内外から訪れる多くの購買客により賑わうほか、平日午後は栃木街道周辺や大通り沿いに立地する大学や専門学校・高等学校の学生が立ち寄る姿が目立つ。さらに、宇都宮Festa内のオタク系ショップの効果から、最近ではオタクやコスプレイヤーなどの新規の客層が現れているなど、シャッター通り化する地方商店街が多い中、宇都宮市の中心市街地は比較的健闘しているといえる。
それでも2000年代には、衰退傾向が目立ってきた。要因としては従前から続く車社会化のほか、足利銀行の経営危機による栃木県の経済活動の停滞、JR宇都宮駅前にララスクエア（現・トナリエ宇都宮）、商店街周辺にパルコ（閉店）などの大型商業施設が続々出現したことによる客層の分散や上記施設内への店舗の移転、湘南新宿ライン開業による東京副都心（池袋・新宿・渋谷）への購買客流出などがある。そこで、地元大学との産学連携、地域住民の商店街運営への参画促進に取り組んだほか、アーケード内の一角に市民広場「オリオンスクエア」を整備してイベントを実施するなどの各種活性化事業を実施し、来街者を増加させる努力を重ねている。2012年6月には、下野新聞社がニュースをテーマにしたカフェ「NEWS CAFE」（後に「下野新聞 NEWS CAFE 茶果 tea room」に改称）を出店したが、2023年12月24日を持って閉店。2014年には中小企業庁のがんばる商店街30選に選定された
オリオン通りの西側起点となる東武宇都宮駅前は宝木台地と一段低い田原台地の境界に位置し、大通り朝日坂に並行する坂道がユニオン通りの東口から真っ直ぐオリオン通りに伸びている。このような地理状況から、東進する自転車利用者による速度オーバーなど自転車の運転マナーの悪さと交通上の危険が関東ローカルや全国のテレビニュースでも報じられ、商店街と学校・行政が一体となって指導した結果、以前よりは改善されつつある。

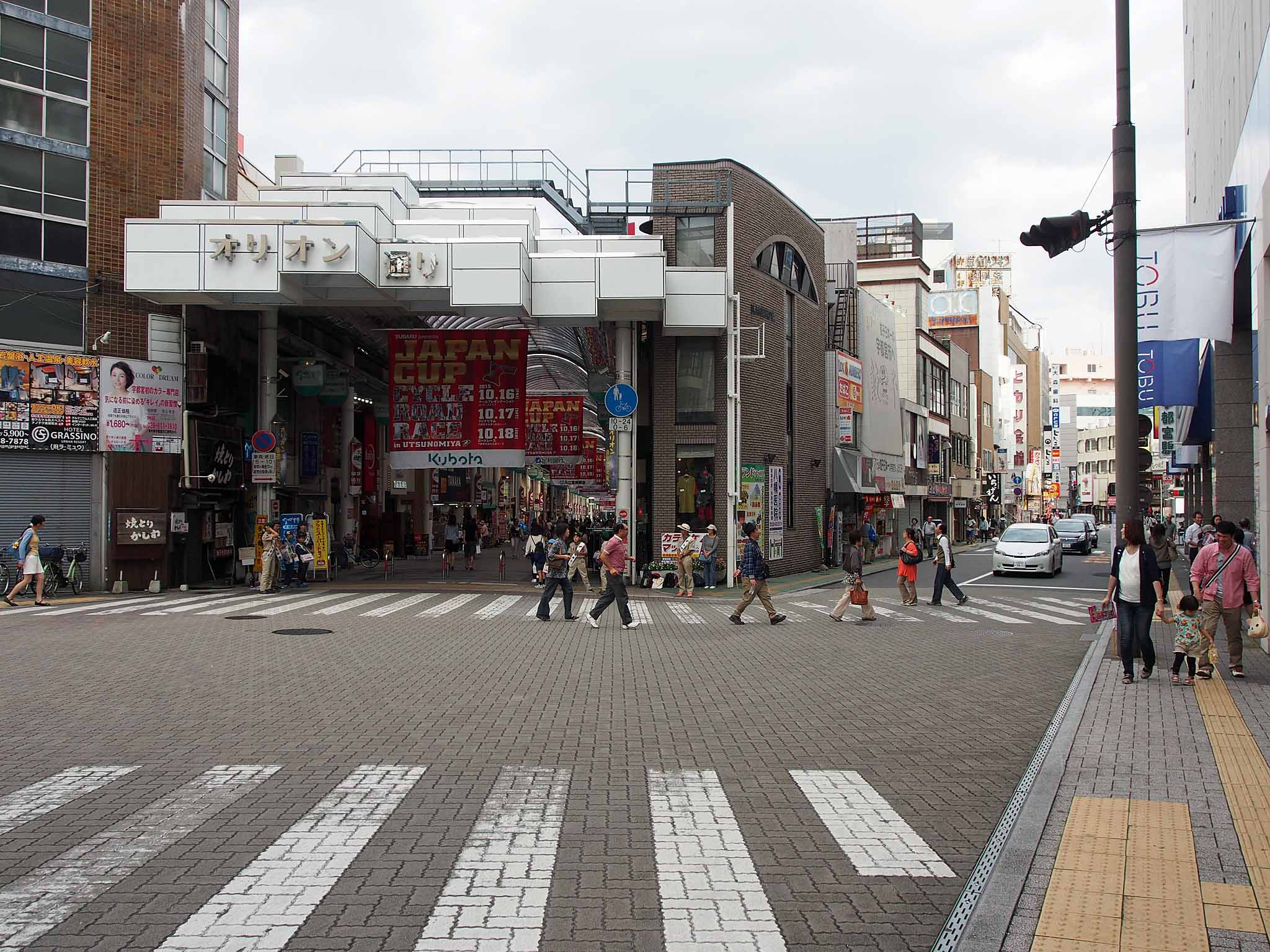
西端部（東武宇都宮駅前）
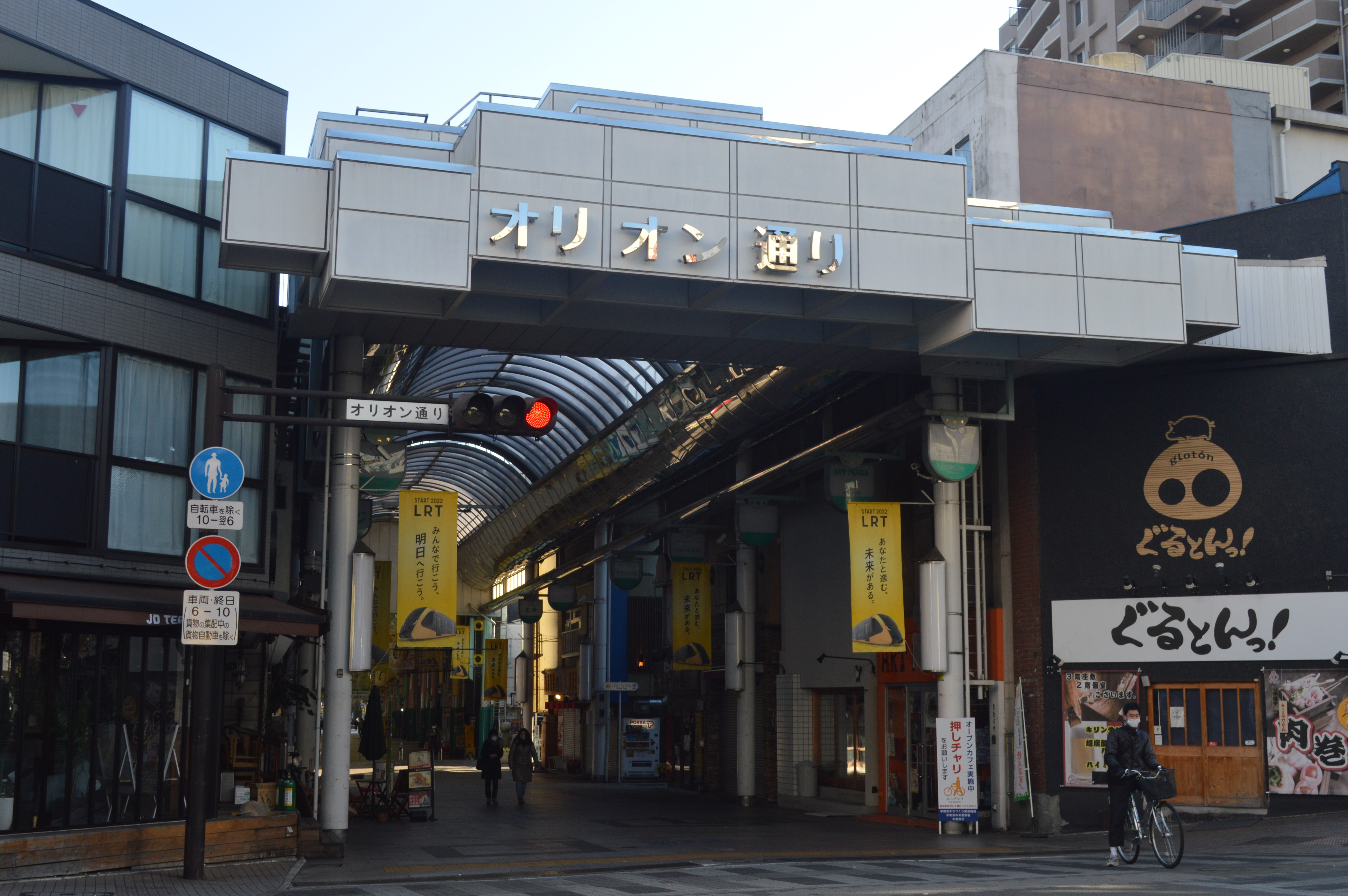
中央通りとの交差点
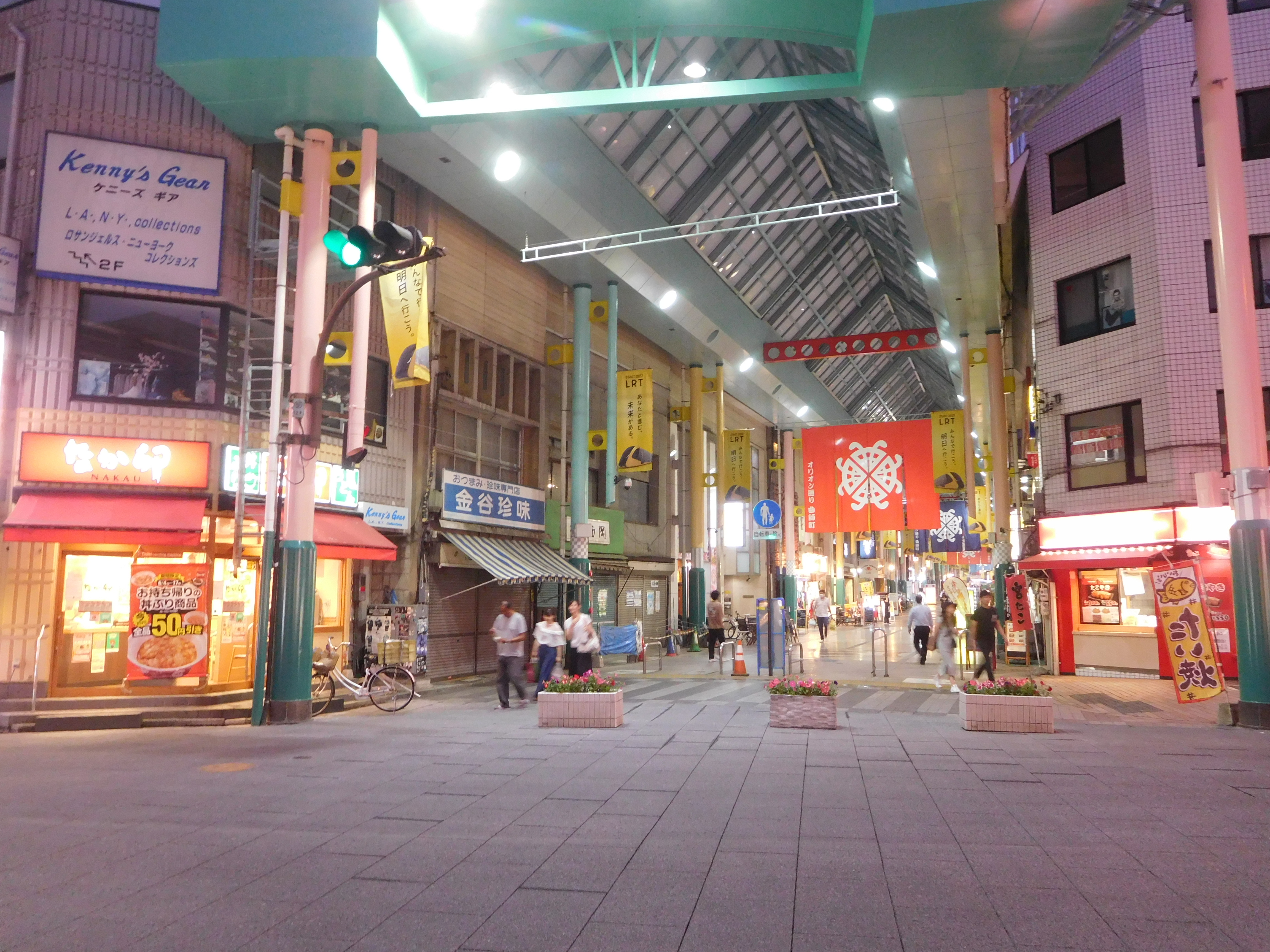
東端部（バンバ通り側）
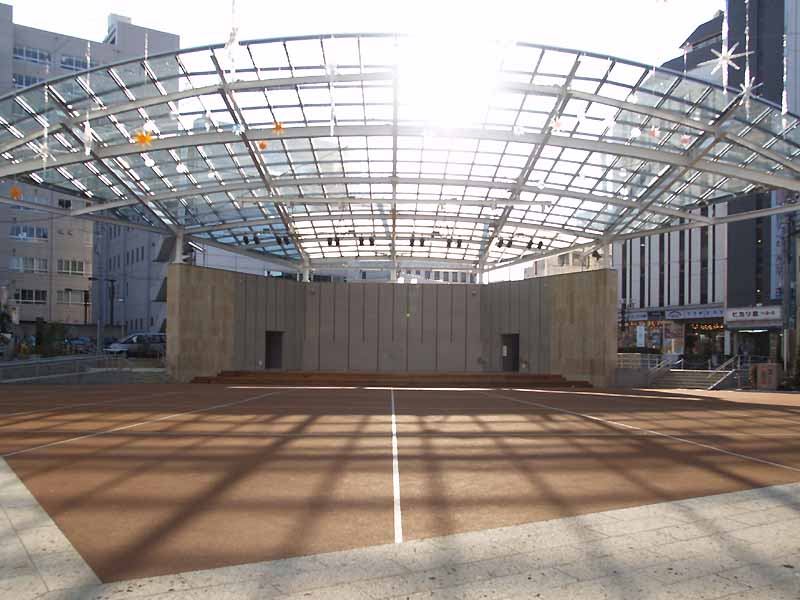
オリオンスクエア（109跡地）
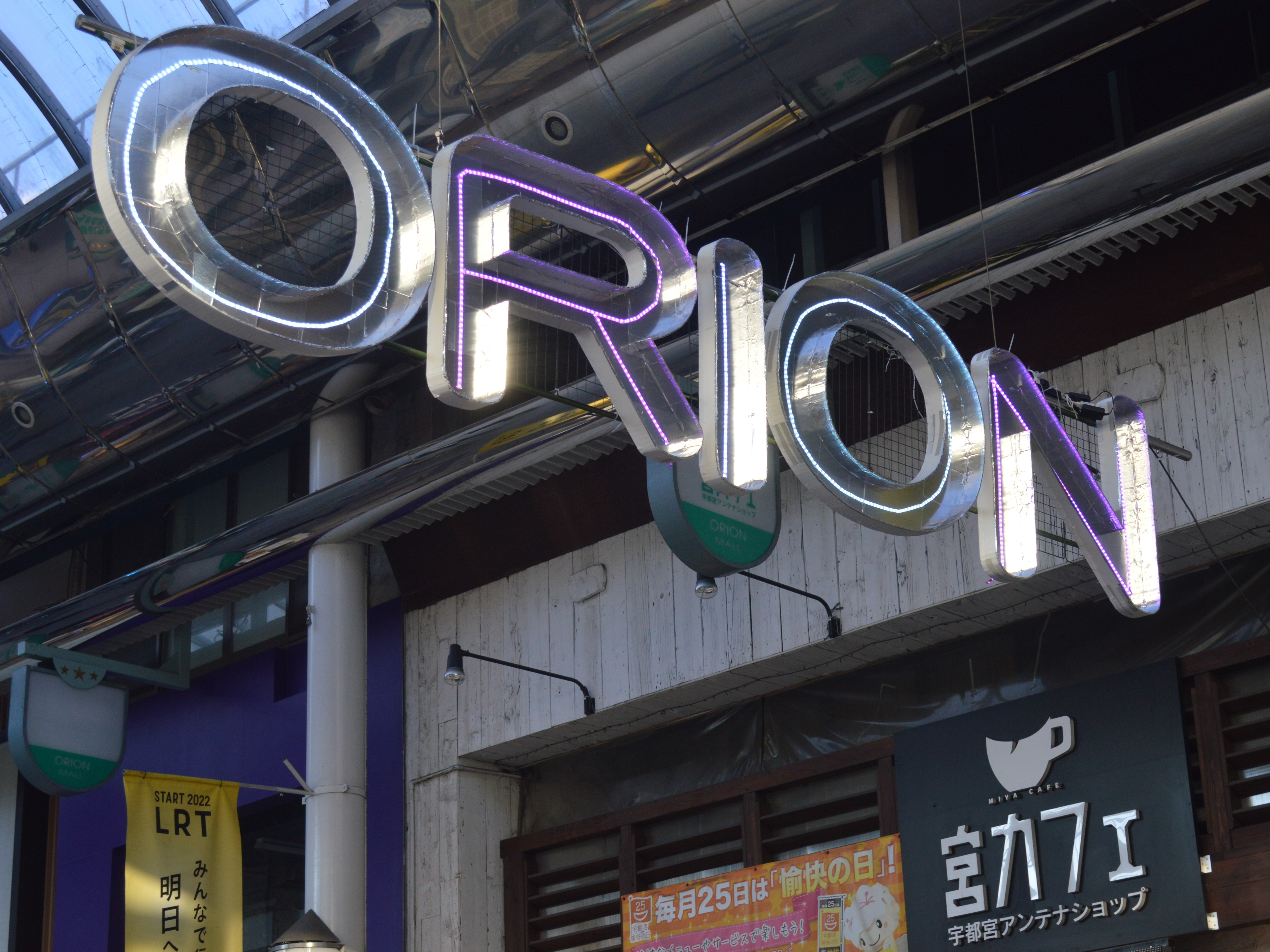
「ORION」のネオンサイン

### スターロード
1980年
栃の葉国体の開催を記念して、モニュメントの様なものを造り、商店街でも国体を盛り上げようと、オリオン通り曲師町商店街の区間に政治家・映画俳優・スポーツ選手・相撲界など著名人の手形の設置を決定した。手始めに県内の衆議院議員、参議院議員、県知事から手形を得た。続いて、当時文部大臣であった森山欽司の管轄下にあった日本相撲協会に協力を依頼し、当時横綱の北の湖、千代の富士など十指にのぼる力士の手形を得ることに成功した。プロ野球界からは江川卓、ゴルフ界では青木功、プロレスラーのジャイアント馬場、アントニオ猪木が協力した。歌謡界ではディック・ミネの了解が得られれば、あとはその紹介で歌手の手形が貰えるというので腐心し、そのおかげで北島三郎、橋幸夫、坂本九、森昌子など多くの歌手の手形を集めた。さらに冒険家の植村直己、漫画家の手塚治虫やさいとう・たかを、映画界の三船敏郎や勝新太郎など、歌舞伎界の尾上菊五郎など、全部で112人から手形の協力が寄せられた。
手形は、40cm角の銅板にその手形を鋳造しメッキを施したが、多くの人々が手形に触れたためメッキが剥がれている。一番人気はジャイアント馬場であった。
1995年
ピエトラサンタ市との姉妹都市提携に伴って、「大理石の道」として生まれ変わるためスターロードの手形は撤去された。現存する手形は約100枚で、通常は倉庫に保管されており、東武宇都宮百貨店や商店街などのイベント等で一部が展示されることがある。商店街の公式サイトでも一部を見ることができる。

### 楽曲
オリオン通り
斉藤和義と浜崎貴司によるデュエット曲で作詞作曲も連名。シングルCDは2004年8月7日宇都宮限定発売。2005年には5000枚突破記念で宇都宮二荒山神社で特別ライブ開催。斉藤和義のアルバム青春ブルースにも収録されている。

## 釜川プロムナード
オリオン通りの裏手を流れる釜川が親水公園化されたもので、川沿いには飲食店や衣料品店が多く立地している。夜間はライトアップされる。 
かつての宇都宮市街地には多くの小さな川が流れており、宇都宮中心部を流れる釜川は第二次世界大戦前には清流を生かした染物屋のほか、鰻屋などの飲食店があり、市民の憩いの場となっていた。戦後は流域の開発により水質が悪化し、氾濫を度々起こすようになったので、1989年に市街地を流れる1.9kmが日本初の川底に排水路を設置している二層式河川に改修された。現在は並木や時計塔、東屋、ベンチをそなえた親水河川となっている。 
パルコ南側の釜川沿いには、かつて赤線地帯があった。現在でも飲食店や衣料品店の多くは古くからの建物を改装して使用しているため、街並みには赤線時代の面影が色濃く残っており、これが古き良き時代の花街的空間の創出に寄与している。

## ユニオン通り

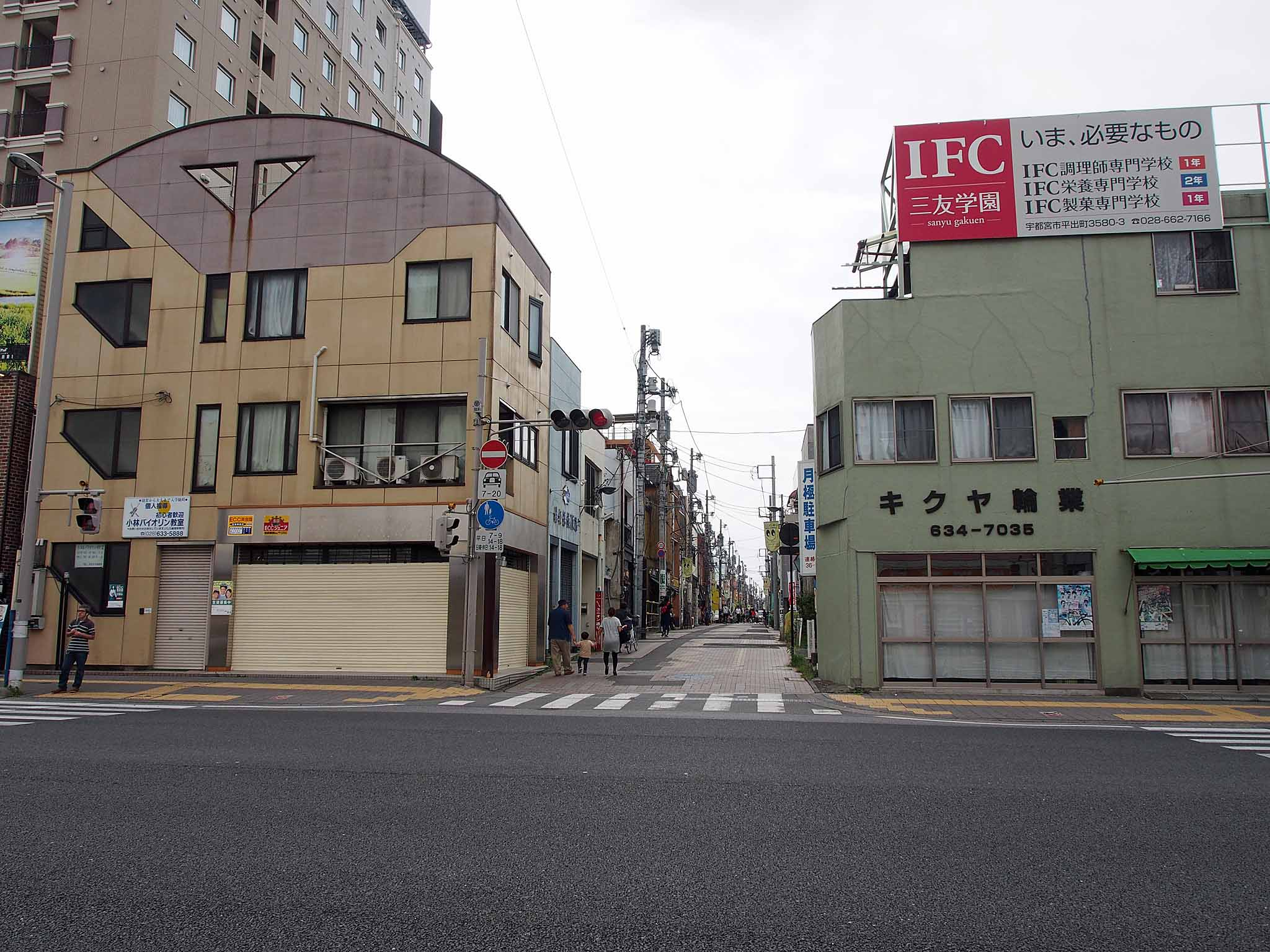
東武宇都宮駅側から見たユニオン通り

国道119号（東京街道）を挟んで、オリオン通りと反対の西側に伸び、材木町通りを結ぶ商店街が「ユニオン通り」である。1952年（昭和27年）に4つの町が団結（=ユニオン）して発足したことから、ユニオン通りと命名された。周辺には高校や専門学校が多く立地しており、若者向けの古着店、雑貨店、アクセサリーショップなど個性的な店が軒を連ねている。オリオン通りと比べ地価・テナント代が安価であったこともあり、他の商店街に比べ店主の世代交代が早く、若い店主らの積極的な企画・立案によって1990年代後半から2000年代中頃にはオリオン通りを凌ぐ流行の発信地として注目され、2006年（平成18年）に中小企業庁のがんばる商店街77選にも選ばれた。
その後はJR宇都宮駅周辺や都心部に続々と出店した中央資本のファッションビルの台頭、インターネット通販との競合により苦戦を強いられているが、若者の街としてのイメージを保ちつつ、誰もが安心して歩ける街を目指そうというビジョンを策定し、環境整備や近隣商店街との連携強化、コミュニティ型イベントの開催など、地域に根差した商店街としてのイメージ定着に引き続き注力している。

## アクセス
- 東武宇都宮線・東武宇都宮駅東口からすぐ。
- JR宇都宮駅西口から路線バス（関東自動車・JRバス関東）で5分、「馬場町」「県庁前」「東武駅前」停留所下車（頻発運転、運賃190円）[15][16]。
  - 関東自動車の宇都宮市中心街循環バス「きぶな号」では「オリオン通り入口」（東武宇都宮駅側）「みはし通り」（バンバ通り側）停留所も利用できる。